# Ann Glover
Ann Glover (Irlanda, siglo XVII - Boston, 16 de noviembre de 1688), conocida como Goody Ann Glover (en español, "la buena mujer Ann Glover") fue la última persona en ser ahorcada en Boston por brujería. En la cercana Salem, los juicios de brujas de Salem se llevarían a cabo en 1692, apenas cuatro años después.

## Biografía
Ann Glover nació en Irlanda en una familia católica. Poco se sabe sobre su nacimiento e historia. Durante la conquista de Irlanda por Crownwell, cuando miles de irlandeses fueron deportados, Ann y su marido fueron enviados a Barbados a trabajar en plantaciones de azúcar. Se cree que su marido fue ejecutado en Barbados por negarse a renunciar a su fe católica. En el momento de su muerte, dijo que su esposa era una bruja. Se desconoce el contexto de esta declaración.
En 1680, Ann y su hija vivían en Boston y trabajaban en el servicio doméstico de John Goodwin. En el verano de 1688, Martha Goodwin, de 13 años, acusó a la hija de Ann Glover de robar ropa. Esto provocó una discusión violenta entre Ann y los hijos de Goodwin, lo que supuestamente enferma a estos últimos, especialmente a Martha, haciendo que se comporten de manera extraña.  El médico sugirió que la brujería fuera la causa de esta condición, porque no logró obtener un diagnóstico claro.
Aunque la mayoría de los historiadores consideran que los niños fingieron sus aflicciones, estas acusaciones cobraron fuerza en un momento en que la brujería era tenida en cuenta entre los colonos puritanos. Como resultado, Ann Glover fue arrestada para ser juzgada como bruja.
El juicio de Glover y su supuesta brujería aparece relatado en el libro de 1689 del pastor puritano Cotton Mather, «Memorable Providences, Relating to Witchcrafts and Possession». En sus escritos, Mather afirmaba que además de causar la enfermedad de la familia Goodwin, Ann Glover había sido vista bajando por una chimenea, y que el hijo de un vecino también se había visto aquejado de una extraña enfermedad.